# Muriel Zusperreguy
Muriel Zusperreguy est une ballerine française née en 1977, première danseuse au sein du Ballet de l'Opéra de Paris de 2008 à 2019.

## Biographie
Native du Pays basque, Muriel Zusperreguy monte à Paris pour intégrer l'École de Danse qui forme le vivier des jeunes danseurs de l'Opéra de Paris, adoptée pour l'occasion par une famille d'accueil qui la suivra durant toute sa scolarité (et même bien plus tard, puisque sa mère d'adoption assistera au concours qui la verra passer première danseuse, en 2007). Alors qu'elle n'est encore qu'élève, elle monte sur scène à l'occasion de représentations de M for B (Maurice Béjart), La Somnambule (Marius Petipa) et Play Bach (Claude Bessy).
Engagée dans le corps de ballet de la compagnie en 1994, dès son diplôme obtenu, elle se voit décerner le Prix du Cercle Carpeaux en 1996 mais doit encore attendre deux ans avant d'accéder au rang de coryphée avec la première variation de Kitri, acte 1 de Don Quichotte, version Rudolf Noureev (imposée : variation rapide Le Corsaire d'après Marius Petipa). En 2001, elle est promue sujet avec la variation de Giselle, acte 1 de Giselle de Mats Ek (imposée : scène de la vision de Dulcinée/Kitri acte 2 de Don Quichotte, version Rudolf Noureev)  et commence à être distribuée dans des rôles d'importance en parallèle de sa place au sein du corps de ballet. Enfin, c'est en 2008 qu'elle passe première danseuse, après avoir présenté la variation de la chambre de Carmen, version  Roland Petit (imposée : variation de Nikiya, acte 2 de La Bayadère, version Rudolf Noureev).
Le 23 novembre 2019, elle prend sa retraite et quitte l'Opéra de Paris à la suite d'une représentation de Body and Soul de Crystal Pite,. 

## Répertoire
À l'Opéra de Paris
- Frederick Ashton : La Fille mal gardée (Lise)
- George Balanchine : Joyaux :Emeraudes, Rubis, Agon : pas de trois
- Jean-Guillaume Bart : La source : Nouredda
- Maurice Béjart : Serait-ce la mort ?
- Patrice Bart : Coppélia : une amie de Swanilda
- Pina Bausch : Orphée et Eurydice
- Kader Belarbi :Wuthering Heights : Cathy, Isabelle
- Trisha Brown : Glacial Decoy, O zlozony/O composite
- Sidi Larbi Cherkaoui et Damien Jalet : Boléro (rôle tenu lors de la création)
- John Cranko : Onéguine : Olga
- Jean Coralli et Jules Perrot : Giselle : Pas de deux des Paysans
- Anne Teresa De Keersmaeker : Rain (rôle tenu lors de l'entrée au répertoire)
- Nacho Duato : White Darkness
- Mats Ek : Appartement : La cuisine, Une sorte de...
- Mikhail Fokine : Petrouchka : la ballerine
- William Forsythe : The Vertiginous Thrill of Exactitude, Approximate Sonata
- Jiří Kylián : Bella Figura, Kaguyahime : villageoise (rôle tenu lors de l'entrée au répertoire)
- Pierre Lacotte : La Sylphide : Effie, pas de deux des Écossais, Paquita : Pas de trois
- Serge Lifar : Suite en blanc : la Sérénade, Pas de cinq
- Nicolas Le Riche : Caligula : la Lune
- Kenneth MacMillan : L'histoire de Manon : la maîtresse de Lescaut
- José Martinez : Les Enfants du Paradis : Nathalie, rôle tenu lors de la création
- Benjamin Millepied : Triade
- John Neumeier : La Dame aux Camélias : Prudence Duvernoy, La Troisième Symphonie de Gustav Mahler : Soliste 'été'
- Rudolf Noureev : Don Quichotte : Kitri,  Le Lac des cygnes : Pas de trois, un petit Cygne, la Danse napolitaine, La Bayadère : soliste Djampo, soliste ombre, Raymonda : Henriette, Clémence, La Belle au bois dormant : l'oiseau bleu,  Princesse Florine, une Fée jumelle, Cendrillon : soliste automne
- Nicolas Paul : Répliques (création)
- Angelin Preljocaj : Le Songe de Médée : Créüse, Siddharta : Sujata (rôle tenu lors de la création), Yasodhara
- Jerome Robbins : In the Night premier pas de deux, Dances at the gathering
- Laura Scozzi : Les Sept péchés capitaux : Anna
- Paul Taylor : Le Sacre du printemps : La Fille

## Filmographie
- 2022 : En corps de Cédric Klapisch : la mère d'Élise